# Elliott (Dakota Północna)
Elliott – miasto w Stanach Zjednoczonych, w stanie Dakota Północna, w hrabstwie Ransom.